# Xã McPherson, Quận Blue Earth, Minnesota
Xã McPherson (tiếng Anh: McPherson Township) là một xã thuộc quận Blue Earth, tiểu bang Minnesota, Hoa Kỳ. Năm 2010, dân số của xã này là 466 người.